# Владислав Граматик
Владислав Граматик е български книжовник, писал на среднобългарски език и работил през втората половина на XV век в Северна Македония. Считан е за късен представител на Търновската книжовна школа, а в Сърбия е приеман за един от ранните представители на сръбската литература. Автор е на едно известно оригинално съчинение, преводач, съставител на сборници, преписвач и калиграф. Творчеството му обхваща над 4300 ръкописни страници.

## Биография
Владислав Граматик е роден в Ново бърдо, днес в Косово. Предполага се, че получава образованието си в школата, създадена от Константин Костенечки. През 1455 година отива в село Младо Нагоричане, северно от Куманово. По-голямата част от живота си прекарва в Жеглиговския манастир „Света Богородица“ („Матейче“), в подножието на Скопска Черна гора. Пребивавал е и в Рилския манастир и е написал т. нар. Рилска повест.

## Книжовна дейност
В своите сборници той успява да отрази значими за времето културни феномени, като се оказва най-ревностният разпространител на текстове на актуалните тогава автори Патриарх Евтимий, Григорий Цамблак, Димитър Кантакузин. В ръкописното му наследство е проведена изцяло ресавската правописна норма, с висока употреба на акцентни знаци, придихания и съкращения, възприета по-късно и в Рилския манастир. С името му със сигурност се свързват седем сборника и един авторски текст

### Преписи
- „Предели“ – сборник от 1456 г., писан в Жеглиговския манастир. Носи названието на първата си по ред статия. Съдържа 23 произведения с богословско-догматичен и поучителен характер. Осемнадесет от тях са насочени срещу Римската църква. В сборника е поместен текст за покръстването на българите при княз Борис I. Той е почерпан от византийски летописи.

- „Загребски сборник“  („Загребски панагерик“) – писан през 1469 г. Съдържа 771 листа и е оформен художествено. В предисловието му се казва, че е създаден по поръка на Димитър Кантакузин. Включва 87 съчинения: жития, проповеди на византийски богослови, исторически разкази, похвални слова, догматични статии. Двадесет и шест от тях са насочени срещу Римската църква. Голяма част от съчиненията фигурират и в първия сборник. Българските творби поместени в „Загребския панагерик“ са „Пространно житие на Кирил Философ“, „Похвално слово за Кирил и Методий“, „Житие на Иларион Мъгленски“ от Евтимий Търновски. Към произведенията са направени авторски добавки, най-големи към покръстването на българи и руси.

- Сборник от 1473 г. – състои се от 562 листа. Съдържа 31 проповеди. Първите 22 са от сборника на Йоан Златоуст „Андрианти“. На листи 337-б и 338-а има приписка от Владислав Граматик.

- „Рилски сборник“ („Рилски панагерик“) – съставен през 1479 г. Състои се от 735 листа с голям формат. Съдържа 111 съчинения: жития, поучителни слова, беседи, само 4 от които Владислав Граматик е включвал в предишните си сборници. Наред с византийските автори, са поместени съчинения на Евтимий Търновски, Григорий Цамблак, Йоасаф Бдински, Димитър Кантакузин. Сборникът е художествено оформен.

- „Шестоднев“ – препис на съчинение, приписвано на Йоан Златоуст, направен през 1480 година в Рилския манастир по поръчка на игумена Теофан.[1] Владислав Граматик въвежда отделна номерация на страниците за всеки от двата дяла на ръкописа. Кодексът е писан на хартия, подвързана с кожа, украсена с щампи от флорални и зооморфни фигури. Писмото е характерният за известния балканския книжовник среден калиграфски полуустав, а насловите и инициалите са изписани в геометрично-растителен стил. Ръкописът е с богата украса в балкански стил. За заставките са използвани син, зелен, бял и жълт цвят[2].

- „Сборник слова и жития“ – състои се от 572 листа с формат 21,5×14 см. Авторите включени в него са византийски богослови. По полетата има многобройни бележки на Владислав Граматик.

- Панегирик от 1483 г. – съставен е от българския книжовник Мардарий Рилски, при участието на Владислав Граматик.

### Автор
- „Разказ за пренасяне мощите на Иван Рилски в Рилския манастир“ („Рилска повест“) е единственото известно авторско съчинение на Владислав Граматик. Запазено е в два преписа, известни като „обширна“ и „съкратена редакция“. Първият е в сборника на Владислав Граматик от 1479 г. Вторият е поместен в панегирика на Мардарий Рилски от 1483 г. В „съкратена редакция“ липсват ред подробности присъстващи в „обширната“. Съчинението спада към жанра на разказите за пренасяне на мощи на светци, популярен в Търновската книжовна школа. То е продължение на „Житие на Иван Рилски“ от Евтимий Търновски и е поместен непосредствено след него.

В своята повест, Владислав Граматик разказва за съвременно нему събитие – възстановяването на разрушения от турците Рилски манастир от братята Йоасаф, Давид и Теофан, синове на крупнишкия епископ Яков и пренасянето тук на мощите на Иван Рилски от Търново през 1469 г. Разказът на книжовника е обстоятелствен и реалистичен, за разлика от повечето съчинения от този тип. Наред с подробностите около обновата на обителта и пренасянето на мощите са отбелязани битката при Черномен от 1371 г. и битката на Косово през 1389 г. Упоменати са деспот Георги Бранкович и дъщеря му Мария (известната Мара Султанката), съдействала за издаването на ферман даващ право за пренасяне мощите на светеца. Споменат е българският цар Иван Асен I във връзка с предишното пренасяне на мощите, от София в Търново. От повестта са ни известни имената на боляринът Богдан от голямо днес несъществуващо село на река Росица в дома на когото за нагостени и пренощуват участниците в процесията и богатият гражданин Георги от София, дарил шест жълтици за нов покров за ковчега. Разказът съдържа и задължителното за жанра чудо – когато процесията наближава манастира, ковчега сам се понася към него, едвам сдържан от носачите си.

## Памет
На Владислав Граматик е наречена улица в квартал „Драгалевци“ в София (Карта).